# Mycodiplosis ligulata
Mycodiplosis ligulata är en tvåvingeart som beskrevs av Gagne 1984. Mycodiplosis ligulata ingår i släktet Mycodiplosis och familjen gallmyggor.
Artens utbredningsområde är Costa Rica. Inga underarter finns listade i Catalogue of Life.